# フォックス・モール＝ラムゼイ (第11代ダルハウジー伯爵)
第11代ダルハウジー伯爵フォックス・モール＝ラムゼイ（英: Fox Maule-Ramsay, 11th Earl of Dalhousie, KT, GCB, PC、1801年4月22日 - 1874年7月6日）は、イギリス・スコットランドの貴族、政治家。

## 経歴
1801年4月22日、スコットランド貴族ダルハウジー伯爵ラムゼイ家の分流である初代パンミューア男爵ウィリアム・モールとその妻パトリシア(旧姓ゴードン)の間の長男として生まれる。
1835年から1837年にかけてパースシャー選挙区、1838年から1841年にかけてエルギン・バー選挙区、1841年から1852年にかけてパース選挙区から選出されて庶民院議員を務めた。
1835年から1841年にかけて第2代メルバーン子爵ウィリアム・ラム内閣の内務省副大臣を務めた。
1846年から1852年にかけてのジョン・ラッセル卿内閣においては戦時大臣を務めた。1852年2月中にはインド庁長官を務める。
1852年4月に父が死去して第2代パンミューア男爵位を継承し、貴族院議員に列した。
1855年2月に成立した第3代パーマストン子爵ヘンリー・ジョン・テンプル内閣では陸軍大臣を務めた。
1860年12月には従兄弟の第10代ダルハウジー伯爵ジェイムズ・ブラウン＝ラムジーが子供なく死去したため、代わって第11代ダルハウジー伯爵位を継承した。1861年に勅許を得てモール＝ラムゼイに改姓した。
1867年から1870年にかけてはフリーメイソン・スコットランド・グランドロッジ・グランドマスターを務めた。
1874年7月6日に子供なく死去した。彼の死去によりパンミューア男爵位は廃絶した。ダルハウジー伯爵位をはじめとするスコットランド貴族爵位は分流の従兄弟であるジョージ・ラムゼイが継承した。

## 栄典

### 爵位
- 1852年4月13日、第2代フォーファー州におけるブレチン＝ネイヴァーのパンミューア男爵（英語版） (2nd Baron Panmure, of Brechin and Navar in the County of Forfar, 1831年創設連合王国貴族爵位)
- 1860年12月22日、第11代ミッドロージアン州におけるダルハウジー伯爵 (11th Earl of Dalhousie, in the County of Midlothian, 1633年創設スコットランド貴族爵位)
- 1860年12月22日、第12代ダルハウジーのラムジー卿 (12th Lord Ramsay of Dalhousie, 1619年創設スコットランド貴族)
- 1860年12月22日、第11代キャリントンのラムジー卿 (11th Lord Ramsay of Carrington, 1633年創設スコットランド貴族爵位)[3]

### 勲章
- 1853年、シッスル勲章ナイト(KT)
- 1855年、バス勲章ナイト・グランド・クロス(GCB)[3]